# محافظة فاتالونغ
محافظة فاتالونغ (بالتايلاندية:พัทลุง) و (بالإنجليزية:Phatthalung) هي واحدة من محافظات تايلاند الخمس والسبعين تجاور محافظة ناخون سي تاممارات ومحافظة سونغكلا ومحافظة ساتون ومحافظة ترانغ .

## الجغرافيا
تقع المحافظة الي الشرق من شبة الجزيرة الملايو ولها حدود معا أكبر بحيرة طبيعة في تايلاند بحيرة سونغلا في حين يقع في الغرب سلسلة جبال ناخون سي ثامارات

## السكان
غالببية السكان يعتنقون الديانة البوذية و 11.1% من السكان هم من المسلمين .

## التقسيمات الادارية
تنقسم المحافظة الي 11 مقاطعة رئيسية والتي بدورها تنقسم الي 65 مقاطعة فرعية 626 قرية .
| 1. فاتثالونج موانج 2. هونغ رع 3. كاو جيسون 4. تاموت 5. كايان كايان 6. باك فيان | 1. ساي بافوت 2. با بون 3. بانج كيو 4. با فيوم 5. سريناجاريندرا |